# Göran Hargestam
Thord Göran Hargestam, född 26 juni 1966 i Kumla, är en svensk politiker (sverigedemokrat). Han är ordinarie riksdagsledamot sedan 2024 för Östergötlands läns valkrets.
Hargestam kandiderade i riksdagsvalet 2022 och blev ersättare. Han utsågs till ny ordinarie riksdagsledamot från och med 15 mars 2024 sedan Sven-Olof Sällström avlidit.
I riksdagen är Hargestam suppleant i försvarsutskottet.